# Liège–Bastogne–Liège
A Liège–Bastogne–Liège a legidősebb országúti kerékpárverseny, egyike az öt Monumentumnak, az öt legnagyobb presztízzsel rendelkező egynapos versenynek.

## Történelem
Az első versenyt 1892-ben rendezték meg az amatőröknek, 1894-ben a profiknak, mindkettőt a belga Léon Houa nyerte. A 2005-ig része volt az UCI Országúti Világkupának, majd 2007-ig az UCI ProTournak. A La Flèche Wallonne-nal együtt részei a belga Ardennek-sorozatnak. A két klasszikust egy ideig egymás utáni napokon rendezték meg, manapság általában a Fléche Wallonne-t szerdán, a Liège–Bastogne–Liège-t vasárnap futják. Mindkettőt az Amaury Sport Organisation szervezi, aminek a Nemzetközi Kerékpáros Szövetséggel való vitái után a versenyeket (a Tour de France-szal együtt) 2008-ban kivették az UCI ProTour sorozatból. Mindössze hat versenyző tudott "duplázni", azaz egy évben megnyerni mindkét versenyt: a svájci Ferdi Kübler (1951-ben és 1952-ben), a belga Stan Ockers (1955-ben) és Eddy Merckx (1972-ben), az olasz Moreno Argentin (1991-ben) és Davide Rebellin (2004-ben), és a spanyol Alejandro Valverde (2006-ban). 
A versenyt gyakran sújtják szélsőséges időjárási körülmények, a legemlékezetesebb az 1980-as verseny, amikor egész nap szakadó hóesésben kellett kerékpároznia a mezőnynek, végül a francia Bernard Hinault több, mint 10 perc előnnyel nyert. 1957-ben két győztest hirdettek, mivel az elsőként célba érő Germain Derijcke áthajtott egy lezárt vasúti kereszteződésen ezért az eredetileg második Frans Schoubbent léptették elő. Mivel Derijcke-nek több, mint három perc előnye volt a célban ezért nem diszkvalifikálták, mivel nem ezen múlott a végkimenetel.

## Az útvonal

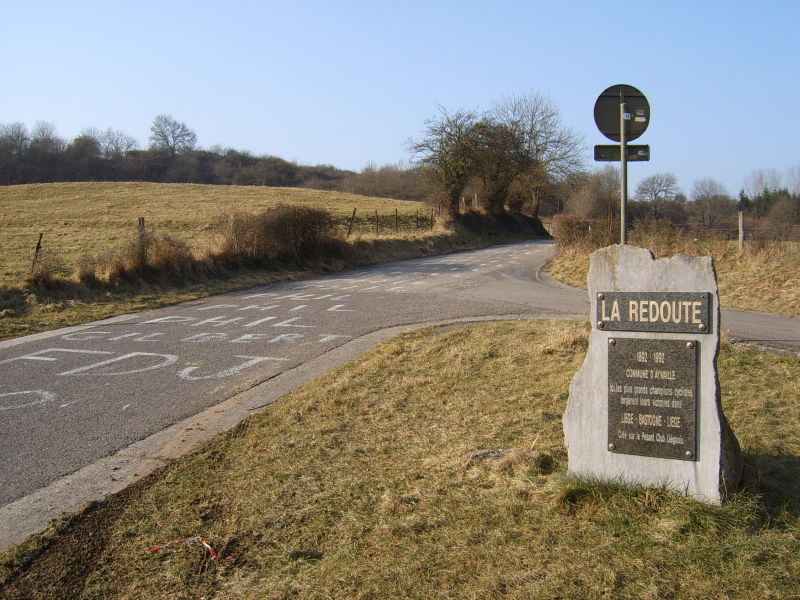
A Côte de "La Redoute"

A mezőny Liège-ből indul és egyenesen Bastogne-ba megy 95 km-en át, a visszaút 163 km-es, kanyargósabb és magába foglalja a legtöbb emelkedőt a verseny során. A befutó a rövid, de meredek Szent Miklós-hegyen (Cote de Saint-Nicolas) van. A sok kisebb hegy rengeteg lehetőséget ad támadásokra, ezért általában agresszív versenyzők tudnak diadalmaskodni. 
| Km    | Név                         | Hosszúság | Meredekség[forrás?] |
| ----- | --------------------------- | --------- | ------------------- |
| 57,7  | Côte de Ny'                 | 1,8 km    | 6°                  |
| 82,5  | Côte de la Roche-en-Ardenne | 2,9 km    | 5.9°                |
| 128,5 | Côte de Saint-Roch          | 1 km      | 11.2°               |
| 171   | Côte de Wanne               | 2,2 km    | 7.7°                |
| 177,5 | Côte de Stockeu             | 1,1 km    | 11.6°               |
| 183   | Côte de la Haute-Levée      | 3,4 km    | 6°                  |
| 195,5 | Côte du Rosier              | 3,9 km    | 6.3°                |
| 208   | Côte de la Vecquée          | 3,2 km    | 6.2°                |
| 225   | Côte de la Redoute          | 2,3 km    | 7.4°                |
| 231   | Côte de Sprimont            | 1,5 km    | 5°                  |
| 246   | Côte du Sart-Tilman-Tilff   | 3,7 km    | 5.9°                |
| 254,5 | Côte de Saint-Nicolas       | 0,9 km    | 11°                 |

## Dobogósok
| Év   | Győztes                         | Második                | Harmadik                   |
| ---- | ------------------------------- | ---------------------- | -------------------------- |
| 1892 | Léon Houa                       | Léon Lhoest            | Louis Rasquinet            |
| 1893 | Léon Houa                       | Michel Borisowski      | Charles Collette           |
| 1894 | Léon Houa                       | Louis Rasquinet        | René Nulens                |
| 1908 | André Trousselier               | Alphonse Lauwers       | Henri Dubois               |
| 1909 | Victor Fastre                   | Eugène Charlier        | Paul Deman                 |
| 1911 | Joseph Van Daele                | Armand Lenoir          | Victor Kraenen             |
| 1912 | Omer Verschoore                 | Jacques Coomans        | André Blaise               |
| 1913 | Maurice Moritz                  | Alphonse Fonson        | Hubert Noël                |
| 1919 | Léon Devos                      | Henri Hanlet           | Arthur Claerhout           |
| 1920 | Léon Scieur                     | Lucien Buysse          | Jacques Coomans            |
| 1921 | Louis Mottiat                   | Marcel Lacour          | Jean Rossius               |
| 1922 | Louis Mottiat                   | Albert Jordens         | Laurent Seret              |
| 1923 | René Vermandel                  | Jean Rossius           | Félix Sellier              |
| 1924 | René Vermandel                  | Adelin Benoît          | Jules Matton               |
| 1925 | Georges Ronsse                  | Gustaaf Van Slembrouck | Louis Eelen                |
| 1926 | Dieudonné Smets                 | Joseph Siquet          | Alexis Macar               |
| 1927 | Maurice Raes                    | Jean Hans              | Joseph Siquet              |
| 1928 | Ernest Mottard                  | Maurice Raes           | Emile Van Belle            |
| 1929 | Alphonse Schepers               | Gustave Hembroeckx     | Maurice Raes               |
| 1930 | Hermann Buse                    | Georges Laloup         | François Gardier           |
| 1931 | Alphonse Schepers               | Marcel Houyoux         | Jules Deschepper           |
| 1932 | Marcel Houyoux                  | Léopold Roosemont      | Gérard Lambrechts          |
| 1933 | François Gardier                | Roger Dewolf           | Albert Bolly               |
| 1934 | Théo Herckenrath                | Mathieu Cardynaels     | Jef Moerenhout             |
| 1935 | Alphonse Schepers               | Frans Bonduel          | Louis Hardiquest           |
| 1936 | Albert Beckaert                 | Gilbert Levae          | Jan-Jozef Horemans         |
| 1937 | Éloi Meulenberg                 | Gustaaf Deloor         | Julien Heernaert           |
| 1938 | Alfons Deloor                   | Marcel Kint            | Félicien Vervaecke         |
| 1939 | Albert Ritserveldt              | Cyriel Van Overberghe  | Edward Vissers             |
| 1943 | Richard Depoorter               | Joseph Didden          | Stan Ockers                |
| 1945 | Jan Engels                      | Edward Van Dijck       | Jef Moerenhout             |
| 1946 | Prosper Depredomme              | Albert Hendrickx       | Triphon Verstraeten        |
| 1947 | Richard Depoorter               | Raymond Impanis        | Florent Mathieu            |
| 1948 | Maurice Mollin                  | Raymond Impanis        | Louis Caput                |
| 1949 | Camille Danguillaume            | Adolph Verschueren     | Roger Gyselinck            |
| 1950 | Prosper Depredomme              | Jean Bogaerts          | Edward Van Dijck           |
| 1951 | Ferdinand Kübler                | Germain Derycke        | Wout Wagtmans              |
| 1952 | Ferdinand Kübler                | Henri Van Kerckhove    | Jean Robic                 |
| 1953 | Alois De Hertog                 | Maurice Diot           | Raoul Rémy                 |
| 1954 | Marcel Ernzer                   | Raymond Impanis        | Ferdinand Kübler           |
| 1955 | Stan Ockers                     | Raymond Impanis        | Jean Brankart              |
| 1956 | Fred De Bruyne                  | Richard Van Genechten  | Alex Close                 |
| 1957 | Germain Derycke Frans Schoubben |                        | Marcel Buys                |
| 1958 | Fred De Bruyne                  | Jan Zagers             | Jos Theuns                 |
| 1959 | Fred De Bruyne                  | Frans Schoubben        | Frans De Mulder            |
| 1960 | Albertus Geldermans             | Pierre Everaert        | Jef Planckaert             |
| 1961 | Rik Van Looy                    | Marcel Rohrbach        | Armand Desmet              |
| 1962 | Jef Planckaert                  | Rolf Wolfshohl         | Claude Colette             |
| 1963 | Frans Melckenbeeck              | Pino Cerami            | Vittorio Adorni            |
| 1964 | Willy Bocklant                  | Georges Van Coningsloo | Vittorio Adorni            |
| 1965 | Carmine Preziosi                | Vittorio Adorni        | Martin Van Den Bossche     |
| 1966 | Jacques Anquetil                | Victor Van Schil       | Willy In 't Ven            |
| 1967 | Walter Godefroot                | Eddy Merckx            | Willy Monty                |
| 1968 | Valere Van Sweevelt             | Walter Godefroot       | Raymond Poulidor           |
| 1969 | Eddy Merckx                     | Victor Van Schil       | Barry Hoban                |
| 1970 | Roger De Vlaeminck              | Frans Verbeeck         | Eddy Merckx                |
| 1971 | Eddy Merckx                     | Georges Pintens        | Frans Verbeeck             |
| 1972 | Eddy Merckx                     | Wim Schepers           | Herman Vanspringel         |
| 1973 | Eddy Merckx                     | Frans Verbeeck         | Walter Godefroot           |
| 1974 | Georges Pintens                 | Walter Planckaert      | betöltetlen                |
| 1975 | Eddy Merckx                     | Bernard Thévenet       | Walter Godefroot           |
| 1976 | Joseph Bruyère                  | Freddy Maertens        | Frans Verbeeck             |
| 1977 | Bernard Hinault                 | André Dierickx         | Dietrich Thurau            |
| 1978 | Joseph Bruyère                  | Dietrich Thurau        | Francesco Moser            |
| 1979 | Dietrich Thurau                 | Bernard Hinault        | Daniel Willems             |
| 1980 | Bernard Hinault                 | Hennie Kuiper          | Ronny Claes                |
| 1981 | Josef Fuchs                     | Stefan Mutter          | betöltetlen                |
| 1982 | Silvano Contini                 | Alfons De Wolf         | Stefan Mutter              |
| 1983 | Steven Rooks                    | Giuseppe Saronni       | Pascal Jules               |
| 1984 | Sean Kelly                      | Phil Anderson          | Greg LeMond                |
| 1985 | Moreno Argentin                 | Claude Criquielion     | Stephen Roche              |
| 1986 | Moreno Argentin                 | Adrie van der Poel     | Dag Erik Pedersen          |
| 1987 | Moreno Argentin                 | Stephen Roche          | Claude Criquielion         |
| 1988 | Adrie van der Poel              | Michel Dernies         | Robert Millar              |
| 1989 | Sean Kelly                      | Fabrice Philipot       | Phil Anderson              |
| 1990 | Eric Van Lancker                | Jean-Claude Leclercq   | Steven Rooks               |
| 1991 | Moreno Argentin                 | Claude Criquielion     | Rolf Sørensen              |
| 1992 | Dirk De Wolf                    | Steven Rooks           | Jean-François Bernard      |
| 1993 | Rolf Sørensen                   | Tony Rominger          | Maurizio Fondriest         |
| 1994 | Jevgenyij Berzin                | Lance Armstrong        | Giorgio Furlan             |
| 1995 | Mauro Gianetti                  | Gianni Bugno           | Michele Bartoli            |
| 1996 | Pascal Richard                  | Lance Armstrong        | Mauro Gianetti             |
| 1997 | Michele Bartoli                 | Laurent Jalabert       | Gabriele Colombo           |
| 1998 | Michele Bartoli                 | Laurent Jalabert       | Rodolfo Massi              |
| 1999 | Frank Vandenbroucke             | Michael Boogerd        | Maarten den Bakker         |
| 2000 | Paolo Bettini                   | David Etxebarria       | Davide Rebellin            |
| 2001 | Oscar Camenzind                 | Davide Rebellin        | David Etxebarria           |
| 2002 | Paolo Bettini                   | Stefano Garzelli       | Ivan Basso                 |
| 2003 | Tyler Hamilton                  | Iban Mayo              | Michael Boogerd            |
| 2004 | Davide Rebellin                 | Michael Boogerd        | Alekszandr Vinokurov       |
| 2005 | Alekszandr Vinokurov            | Jens Voigt             | Michael Boogerd            |
| 2006 | Alejandro Valverde              | Paolo Bettini          | Damiano Cunego             |
| 2007 | Danilo Di Luca                  | Alejandro Valverde     | Fränk Schleck              |
| 2008 | Alejandro Valverde              | Davide Rebellin        | Fränk Schleck              |
| 2009 | Andy Schleck                    | Joaquim Rodríguez      | Davide Rebellin            |
| 2010 | Alekszandr Vinokurov            | Alekszandr Kolobnyev   | Philippe Gilbert           |
| 2011 | Philippe Gilbert                | Fränk Schleck          | Andy Schleck               |
| 2012 | Makszim Iglinszkij              | Vincenzo Nibali        | Enrico Gasparotto          |
| 2013 | Daniel Martin                   | Joaquim Rodríguez      | Alejandro Valverde         |
| 2014 | Simon Gerrans                   | Alejandro Valverde     | Michał Kwiatkowski         |
| 2015 | Alejandro Valverde              | Julian Alaphilippe     | Joaquim Rodríguez          |
| 2016 | Wout Poels                      | Michael Albasini       | Rui Alberto Faria Da Costa |
| 2017 | Alejandro Valverde              | Daniel Martin          | Michał Kwiatkowski         |
| 2018 | Bob Jungels                     | Michael Woods          | Romain Bardet              |
| 2019 | Jakob Fuglsang                  | Davide Formolo         | Maximilian Schachmann      |
| 2020 | Primož Roglič                   | Marc Hirschi           | Tadej Pogačar              |
| 2021 | Tadej Pogačar                   | Julian Alaphilippe     | David Gaudu                |
| 2022 | Remco Evenepoel                 | Quinten Hermans        | Wout van Aert              |
| 2023 | Remco Evenepoel                 | Thomas Pidcock         | Santiago Buitrago          |
| 2024 | Tadej Pogačar                   | Romain Bardet          | Mathieu van der Poel       |
| 2025 | Tadej Pogačar                   | Giulio Ciccone         | Ben Healy                  |

## Külső hivatkozások
- A 2010-es verseny (angolul)
- Képek a versenyről